# Kerry Von Erich
Kerry Von Erich, född 3 februari 1960, död 18 februari 1993, var wrestlingstjärna från USA. Han hette egentligen Kerry Adkisson. Han brottades under namnen "The Modern Day Warrior" och "Texas Tornado". Han kom från en stor wrestlingfamilj. Alla hans fyra bröder brottades. Idag är bara en familjemedlem vid liv, Kevin Von Erich. Alla bröderna dog av antingen överdos eller självmord. Kerry sköt sig själv 18 februari 1993 på sin pappas ranch i Texas.